# Humphrey Stafford, Earl of Stafford
Humphrey Stafford, Earl of Stafford (* um 1424; † um 1459) war ein englischer Adliger.

## Leben
Er wurde als ältester Sohn des Humphrey Stafford, 6. Earl of Stafford geboren. Seine Mutter war Anne Neville, eine Schwester der Cecily Neville und somit Schwägerin von Richard Plantagenet, 3. Duke of York.
Seit sein Vater 1444 zum Duke of Buckingham erhoben worden war, führte Humphrey als dessen Heir Apparent den Höflichkeitstitel Earl of Stafford. Da sein Vater ihn überlebte, beerbte diesen nicht Humphrey, sondern dessen Sohn Henry 1460 als 2. Duke.
Humphrey heiratete Margaret Beaufort (1427–1474), Tochter von Edmund Beaufort, 1. Duke of Somerset, und Eleanor Beauchamp. Sein Bruder Henry ehelichte eine weitere Margaret Beaufort, Cousine der ersten.
Wie sein Vater war Humphrey treuer Anhänger des Lancaster-Königs Heinrich VI. in dessen Konflikt mit dem Vertreter des Hauses York, Richard Plantagenet. Zum Ausbruch der Rosenkriege folgte Humphrey dem königlichen Heer und kämpfte am 22. Mai 1455 in der Ersten Schlacht von St Albans, in der sein Schwiegervater fiel. Er selbst wurde in der Schlacht schwer verletzt.
Humphrey und Margaret hatten zwei gemeinsame Söhne:
- Henry Stafford, 2. Duke of Buckingham (1455–1483);
- William Stafford.